# Margarethe von Münsterberg

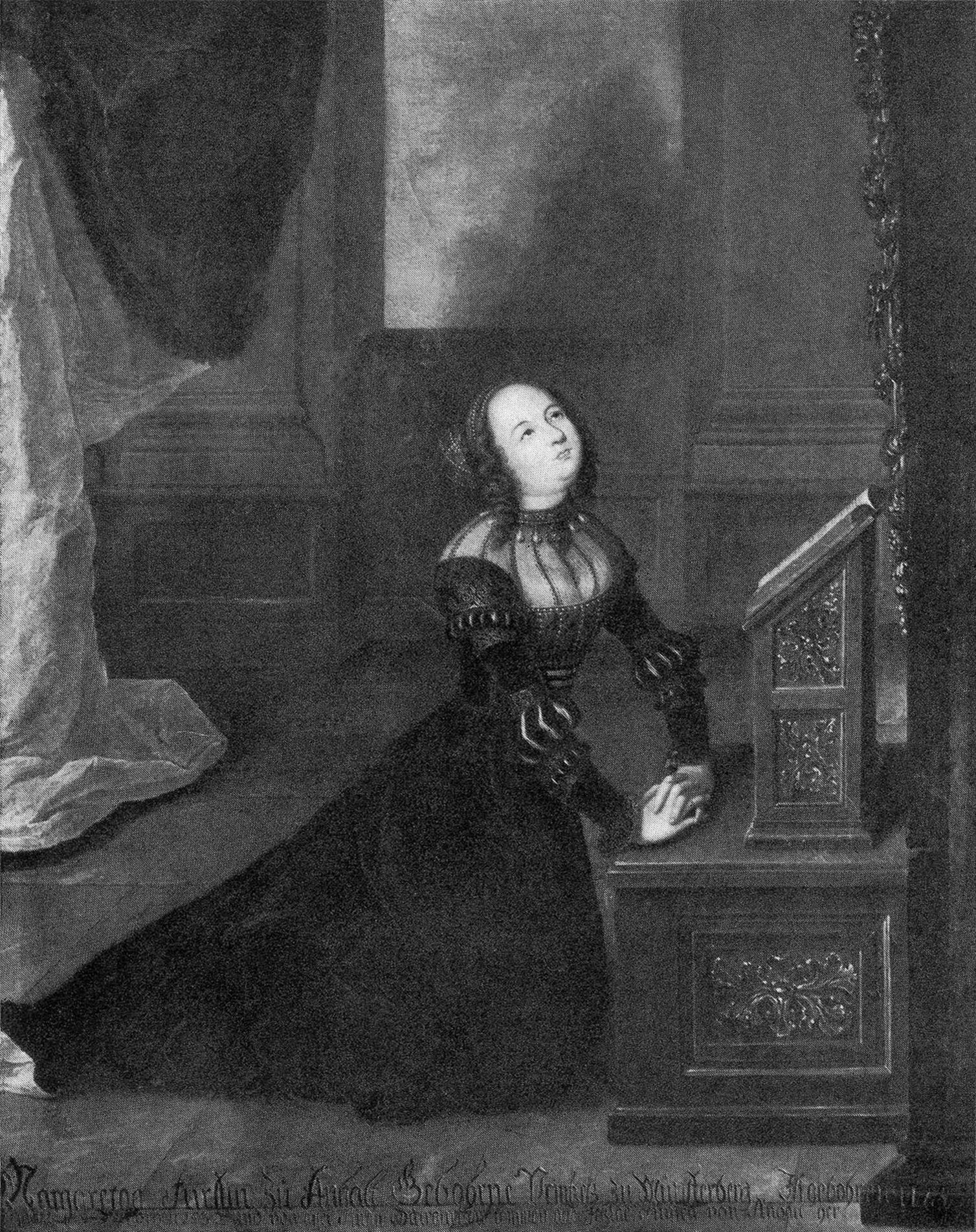
Margarethe Fürstin von Anhalt am Hausaltar kniend (Lisiewsky nach Cranach d. Ä.)

Margarethe von Münsterberg (* 25. August 1473 in Breslau; † 28. Juni 1530 in Dessau) war durch Geburt Herzogin von Münsterberg und Gräfin von Glatz sowie durch Heirat mit Fürst Ernst von Anhalt (1474–1516) Fürstin von Anhalt. Nach dem Tod ihres Mannes regierte sie das Fürstentum in Vormundschaft für ihre noch minderjährigen Söhne.

## Leben
Margarethe, die eine Enkelin des böhmischen Königs Georg von Podiebrad war, entstammte dem Münsterberger Zweig des Adelsgeschlechts Podiebrad. Sie wurde als viertes Kind des Herzogs Heinrich des Älteren von Münsterberg (1448–1498) und seiner Frau Ursula von Brandenburg (1450–1508) in Breslau geboren. Von ihren Eltern in strengem Glauben erzogen, heiratete sie 1494 Fürst Ernst von Anhalt aus der Linie Anhalt-Zerbst. Ernst konnte nach dem Aussterben einiger Nebenlinien erstmals seit 1252 das Fürstentum Anhalt unter seiner Regentschaft vereinen. Beide nahmen ihren Wohnsitz in Dessau.
1516 übernahm Margarethe die Regentschaft des Fürstentums Anhalt-Dessau für ihre noch minderjährigen Söhne Johann, Georg und Joachim. Vor allem Sparsamkeit und tiefe Religiosität zeichneten ihre Regentschaft aus. Die sich ab 1517 vom benachbarten Wittenberg ausbreitende Reformation lehnte Margarethe strikt ab. Verbündete fand sie unter anderem bei dem Magdeburger Erzbischof Albrecht, ihrem Cousin ersten Grades. Noch 1525 versuchte Margarethe mit einem von ihr initiierten Bündnis katholischer Fürsten gegen die Reformation vorzugehen. Obwohl insbesondere ihr ältester Sohn Johann, der als Johann IV. ab 1522 in die Regentschaft eintrat, und ihr Sohn Georg (später als Georg III. gemeinschaftlicher Regent) bereits Kontakt mit Martin Luther aufgebaut hatten, wagten ihre Söhne erst nach Margarethes Tod, auch für Anhalt-Dessau (mit Georg III. als treibender Kraft) ab 1534 die Reformation einzuführen.
Margarethe von Münsterberg gelang es, einige östlich von Wörlitz gelegene Ländereien, die an das benachbarte Kursachsen verpfändet waren, wieder nach Anhalt zurückzuholen. Daher ist das Vorwerk Münsterberg in der heutigen Gemeinde Griesen nach ihr benannt.
Die Bibliothek der Fürstin befindet sich heute in der Anhaltischen Landesbücherei Dessau.

## Nachkommen
- Thomas (*/† 1503)
- Johann (1504–1550/51) ⚭ Margareta von Brandenburg, Tochter von Kurfürst Joachim I. (Brandenburg) (1484–1535), gen. Nestor
- Georg (1507–1553)
- Joachim (1509–1561)